# Debra Winger
Debra Lynn Winger (Cleveland, 16 maggio 1955) è un'attrice statunitense.
Nella sua carriera è stata candidata tre volte all'Oscar alla miglior attrice per Ufficiale e gentiluomo, Voglia di tenerezza e Viaggio in Inghilterra. Ha inoltre vinto il National Society of Film Critics Award per la miglior attrice per Voglia di tenerezza e il Tokyo International Film Festival Award come migliore attrice per Dangerous Woman - Una donna pericolosa.

## Biografia

### Esordi
Nata a Cleveland, nell'Ohio, in una famiglia ebraica, da Robert Winger, impiegato in una macelleria, e Ruth Felder, manager d'ufficio., nel 1961 si trasferisce con la sua famiglia in California, dove frequenta le scuole superiori. Dopo il diploma, decide di partire come volontaria presso un kibbutz in Israele, cui in seguito ha spesso dichiarato d'avervi anche svolto un servizio di leva nelle forze di difesa israeliane, sebbene in un'intervista del 2008 abbia poi ritrattato la cosa, asserendo d'avervi semplicemente svolto - oltre all'attività di volontariato - il programma d'addestramento della Gadna, della durata media d'una settimana. Tornata negli Stati Uniti, studia in una scuola d'arte drammatica e intraprende la carriera di stunt-woman, sostituendo altre attrici nelle scene più pericolose. Uno di questi ruoli le procura un grave incidente che la tiene ferma per diversi mesi; la futura attrice rischia la vita, rimanendo paralizzata e cieca per un periodo.
Dopo essersi ripresa dall'infortunio, la Winger lascia il lavoro da controfigura e inizia la sua carriera di attrice.

### Carriera
La Winger debutta al cinema nel 1976 nel ruolo di Debbie nel film comico/erotico Slumber Party '57, nello stesso anno interpreta Wonder Girl in tre episodi del telefilm Wonder Woman. I produttori le proposero un ruolo ricorrente ma l'attrice rifiutò per paura di venire ingabbiata nel personaggio. In seguito appare in altri serial televisivi tra cui un episodio di Pepper Anderson - Agente speciale. 
Dopo alcuni ruoli di supporto nelle commedie Grazie a Dio è venerdì e Baci da Parigi, arriva il primo ruolo importante: nel 1980 è la protagonista femminile, al fianco di John Travolta, nel film drammatico Urban Cowboy diretto da James Bridges, che le frutta le sue prime nomination ai BAFTA e ai Golden Globe.
Nel 1982 è accanto a Richard Gere nel drammatico Ufficiale e gentiluomo, diretto da Taylor Hackford, per cui ottiene la prima candidatura al premio Oscar alla miglior attrice. Nel 1983 è ancora protagonista, accanto a Jack Nicholson e Shirley MacLaine, in Voglia di tenerezza, diretto da James L. Brooks, che le vale la seconda candidatura all'Oscar come miglior attrice. Negli anni seguenti ha confermato le sue qualità in film quali Betrayed - Tradita (1988) di Costa-Gavras e Il tè nel deserto (1990) di Bernardo Bertolucci e partecipa a film di successo come Pericolosamente insieme, Accadde in paradiso e Vendesi miracolo. Nel 1993 conquista una terza candidatura con Viaggio in Inghilterra, accanto ad Anthony Hopkins. L'attrice avrebbe dovuto interpretare Peggy Sue nel film Peggy Sue si è sposata, ma è stata costretta a ritirarsi poco prima dell'inizio della produzione dopo essersi ferita alla schiena in un incidente in bicicletta. Il ruolo è andato a Kathleen Turner. L'infortunio ha compromesso la capacità di lavorare di Winger per diversi mesi

### Il ritiro
Dopo la commedia romantica del 1995 Forget Paris, per la regia di Billy Crystal, si allontana dalle scene. In quegli anni dichiara di non trovarsi a suo agio nello show business di Hollywood, e di aver lasciato il cinema anche per la mancanza di buoni copioni proposti. Nel corso degli anni la Winger ha acquisito la reputazione di persona con cui è difficile lavorare A supporto di queste voci, a riprese ultimate ha espresso la sua antipatia per il film Ufficiale e gentiluomo, per il quale si è rifiutata di fare qualsiasi tipo di promozione, e per molti dei suoi altri film, ed è stata sprezzante nei confronti di alcuni dei suoi co-protagonisti e registi. A questo proposito, quando è stata scritturata in Ragazze vincenti, ha abbandonato il progetto quando ha scoperto che anche Madonna era nel cast, perché si era rifiutata di lavorare con una che non considerava un'attrice seria. Quando Barbara Walters intervistò Bette Davis nel 1986, la Davis disse: "Vedo molto di me stessa in Debra Winger".

### Il ritorno
Nel 2002 il film documentario di Rosanna Arquette Searching for Debra Winger riporta il suo nome all'attenzione dei media e degli addetti ai lavori. In questo periodo partecipa a qualche film minore, e si dedica al lavoro di produttrice in Big Bad Love diretto dal marito Arliss Howard e appare in diversi film come Mi chiamano Radio, Eulogy e Rachel sta per sposarsi di Jonathan Demme, grazie al quale ottiene la sua prima candidatura agli Independent Spirit Awards. 
Nel 2014 ha ricevuto il premio alla carriera al Transilvania International Film Festival. Negli anni successivi è apparsa oltre che al cinema anche in molte serie tv come Law & Order - I due volti della giustizia, In Treatment, Patriot e The Ranch.

## Vita privata

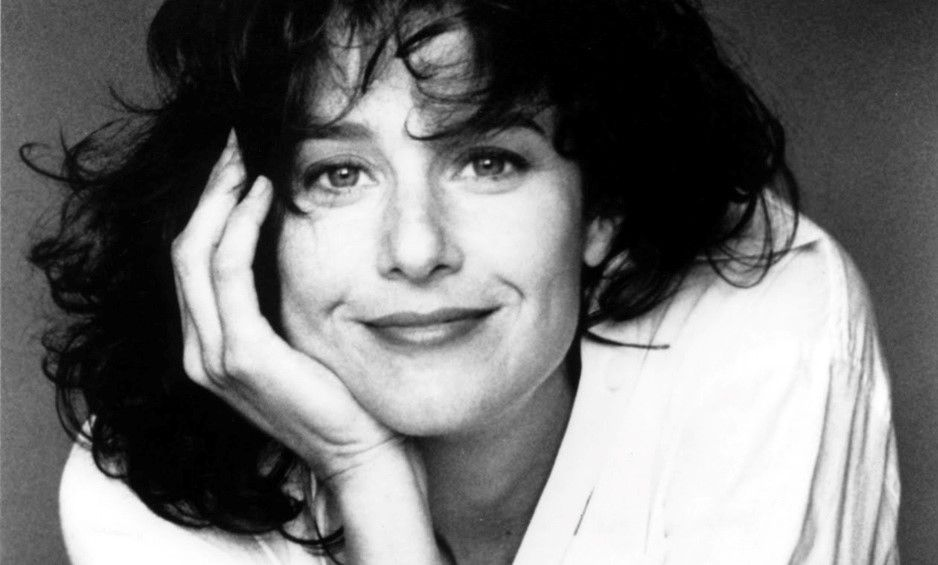
Debra Winger nel 1984

Nel 1986 sposa l'attore Timothy Hutton, da cui l'anno successivo ha un figlio, Emmanuel Noah, e da cui si separa nel 1990. Dal secondo matrimonio con l'attore e regista Arliss Howard nascono altri due figli; vive a New York e sostiene il Partito Democratico statunitense.

## Filmografia

### Cinema
- Slumber Party '57, regia di William A. Levey (1976)
- Grazie a Dio è venerdì (Thank God It's Friday), regia di Robert Klane (1978)
- I guerrieri della notte (The Warriors), regia di Walter Hill (1979) - non accreditata
- Baci da Parigi (French Postcards), regia di Willard Huyck (1979)
- Urban Cowboy, regia di James Bridges (1980)
- Cannery Row, regia di David S. Ward (1982)
- E.T. l'extra-terrestre (E.T. the Extra-Terrestrial), regia di Steven Spielberg (1982) - non accreditata
- Ufficiale e gentiluomo (An Officer and a Gentleman), regia di Taylor Hackford (1982)
- Voglia di tenerezza (Terms of Endearment), regia di James L. Brooks (1983)
- L'assassinio di Mike (Mike's Murder) , regia di James Bridges (1984)
- Pericolosamente insieme (Legal Eagles), regia di Ivan Reitman (1986)
- La vedova nera (Black Widow), regia di Bob Rafelson (1987)
- Accadde in paradiso (Made in Heaven), regia di Alan Rudolph (1987)
- Betrayed - Tradita (Betrayed), regia di Costa-Gavras (1988)
- Alla ricerca dell'assassino (Everybody Wins), regia di Karel Reisz (1990)
- Il tè nel deserto (The Sheltering Sky), regia di Bernardo Bertolucci (1990)
- Vendesi miracolo (Leap of Faith), regia di Richard Pearce (1992)
- Triangolo di fuoco (Wilder Napalm), regia di Glenn Gordon Caron (1993)
- Dangerous Woman - Una donna pericolosa (A Dangerous Woman), regia di Stephen Gyllenhaal (1993)
- Viaggio in Inghilterra (Shadowlands), regia di Richard Attenborough (1993)
- Forget Paris, regia di Billy Crystal (1995)
- Big Bad Love, regia di Arliss Howard (2001)
- Searching for Debra Winger, regia di Rosanna Arquette (2002)
- Mi chiamano Radio (Radio), regia di Michael Tollin (2003)
- Eulogy, regia di Michael Clancy (2004)
- Rachel sta per sposarsi (Rachel Getting Married), regia di Jonathan Demme (2008)
- Lola Versus, regia di Daryl Wein (2012)
- L'ottava nota - Boychoir (Boychoir), regia di François Girard (2014)
- The Lovers, regia di Azazel Jacobs (2017)
- Kajillionaire - La truffa è di famiglia, regia di Miranda July (2020)
- With/In: Volume 2, registi vari (2021)

### Televisione
- Wonder Woman (Wonder Woman) - serie TV, episodi 1x04-1x05-1x13 (1976-1977)
- Szysznyk - serie TV un episodio (1977)
- Special Olympics, regia di Lee Philips - film TV (1978)
- Pepper Anderson - Agente speciale - serie TV un episodio (1978)
- James - serie TV un episodio (1978)
- Sesamo apriti - serie TV un episodio (1992)
- Accadde in aprile (Sometimes in April), regia di Raoul Peck - film TV (2005)
- Dawn Anna - Più forte del destino (Dawn Anna), regia di Arliss Howard - film TV (2005)
- Whatever Happened To? - serie TV un episodio (2007)
- Law & Order - I due volti della giustizia (Law & Order) - serie TV, episodio 20x14 (2010)
- In Treatment - serie TV, 7 episodi (2010)
- La tenda rossa (The Red Tent) - miniserie TV, 2 episodi (2014)
- The Ranch - serie TV, 10 episodi (2016-2020)
- When We Rise - serie TV, 8 episodi (2017)
- Comrade Detective - serie TV, 1 episodio (2017) - voce
- Patriot - serie TV, seconda stagione, 4 episodi (2017)
- Ultra City Smiths - serie TV (2021)
- Mr. Corman - serie TV (2021)
- Accused - serie TV (2024)

## Riconoscimenti
- Premio Oscar
  - 1983 – Candidatura alla miglior attrice protagonista per Ufficiale e gentiluomo
  - 1984 – Candidatura alla miglior attrice protagonista per Voglia di tenerezza
  - 1994 – Candidatura alla miglior attrice protagonista per Viaggio in Inghilterra

## Doppiatrici italiane
Nelle versioni in italiano delle opere in cui ha recitato, Debra Winger è stata doppiata da:
- Emanuela Rossi in Pericolosamente insieme, Vendesi miracolo, Triangolo di fuoco, Viaggio in Inghilterra, Mi chiamano Radio, Dawn Anna - Più forte del destino, Rachel sta per sposarsi
- Simona Izzo in Urban Cowboy, Voglia di tenerezza, Betrayed - Tradita, Alla ricerca dell'assassino
- Franca D'Amato in Forget Paris, Lola Versus, L'ottava nota - The Boychoir
- Roberta Paladini in Ufficiale e gentiluomo, Accadde in aprile
- Micaela Esdra in Grazie a Dio è venerdì
- Pinella Dragani in La vedova nera
- Roberto Del Giudice in Accadde in paradiso
- Vittoria Febbi in Il tè nel deserto
- Anna Cesareni in Dangerous Woman - Una donna pericolosa
- Laura Boccanera in In Treatment
- Irene Di Valmo in The Ranch
- Valeria Falcinelli in Patriot